# Saint-Cézaire-sur-Siagne
Saint-Cézaire-sur-Siagne (San Cesario in italiano desueto) è un comune francese di 3 720 abitanti situato nel dipartimento delle Alpi Marittime della regione della Provenza-Alpi-Costa Azzurra.

## Società

### Evoluzione demografica
Abitanti censiti